# Гусев, Анатолий Дмитриевич (полный кавалер ордена Славы)
Анатолий Дмитриевич Гусев — командир отделения моторизованного батальона автоматчиков 65-й танковой бригады (11-й танковый корпус, 69-я армия, 1-й Белорусский фронт) сержант.

## Биография
Анатолий Дмитриевич Гусев родился в посёлке Чертовищи Кинешемского уезда Костромской губернии (в настоящее время Вичугский район Ивановской области) в рабочей семье. Получил начальное образование, работал на фабрике токарем.
В сентябре 1941 года был Вичугским райвоенкоматом был призван в ряды Красной армии. На фронтах Великой Отечественной войны с декабря 1941 года.
При прорыве обороны противника возле села Торговище (западнее Ковеля) 8 июля 1944 года командир отделения автоматчиков сержант Гусев в составе танкового батальона в глубине обороны противника первым ворвался в траншею и гранатами и автоматом уничтожал солдат противника. Затем выдержал 6 контратак противника и уничтожил в этих боях до 10 солдат. Приказом по 65-й танковой бригаде от 16 сентября 1944 года он был награждён медалью «За отвагу».
Сержант Гусев в боях за город Сьрем в Польше 23 января 1945 года с отделением отразил 3 контратаки противника, уничтожив 45 солдат противника, уничтожил 3 огневые точки. Лично Гусев уничтожил одного офицера и 5 солдат противника. Приказом по 11-й танковой бригаде от 25 февраля 1945 года он был награждён орденом Славы 3-й степени.
Сержант Гусев с отделением, действуя десантом на танке, форсировал реку Одер и занял плацдарм на западном берегу. 7 марта 1945 года, ворвавшись в город Киц, вышел в тыл к станковому пулемёту противника, засевшему в каменном доме и уничтожил его гранатами, обеспечив успех действий роты. 
12 марта 1945 года он стойко удерживал занятую позицию, выдержав 6 контратак противника. В этих боях уничтожил 12 солдат противника, 2 пулемёта и 2 расчёта с фаустпатронами. Приказом по 1-му Белорусскому фронту от 15 апреля 1945 года он был награждён орденом Славы 2-й степени.
В боях за удержании плацдарма на правом берегу реки Одер в пригороде Кюстрина Кице 23 марта 1945 года сержант Гусев ворвался с отделением в дом и забросал гранатами, засевших в нём  солдат противника. В этом бою уничтожил 8 солдат, 2 пулемёта и 2 расчёта фаустников с фаустпатронами. Приказом по 65-й танковой бригаде от 31 марта 1945 года он был награждён орденом Красной Звезды.
Сержант Гусев в боях за населённый пункт Вульков в 11 км от города Зелов 17 апреля 1945 года, умело управляя отделением, окружил каменный дом, превращенный противником в узел сопротивления и забросал гарнизон гранатами. В уличных боях уничтожил ещё 6 солдат с фаустпатронами, пытавшихся уничтожить советские танки. Был ранен, но поля боя не покинул до окончания боя. Указом Президиума Верховного Совета СССР от 31 мая 1945 года он был награждён орденом Славы 1-й степени.
После демобилизации сержант Гусев вернулся на родину. Работал слесарем на льнокомбинате в Новописцово.
Анатолий Дмитриевич Гусев скончался 29 марта 1965 года. 

## Память
- Похоронен на кладбище посёлка Старая Вичуга.